# Briefmarken-Jahrgang 1953 der Deutschen Post Berlin
Der Briefmarken-Jahrgang 1953 der Deutschen Post Berlin umfasste 18 Sondermarken, sieben davon als Ergänzung der Serie „Männer aus der Geschichte Berlins“, die philatelistisch allerdings zum Jahrgang 1952 zählen. Die Dauermarken der Serie Berliner Bauten wurde in diesem Jahr um zwei Werte zu 4 und 20 Pfennig ergänzt.
Der Nennwert der Marken betrug 2,43 DM; dazu kamen 0,31 DM als Zuschlag für wohltätige Zwecke.

## Liste der Ausgaben und Motive
Legende
- Bild: Eine bearbeitete Abbildung der genannten Marke. Das Verhältnis der Größe der Briefmarken zueinander ist in diesem Artikel annähernd maßstabsgerecht dargestellt. Sollten keine Marken abgebildet sein, liegt es daran, dass das Urheberrecht des Künstlers noch nicht erloschen ist.
- Beschreibung: Eine Kurzbeschreibung des Motivs und/oder des Ausgabegrundes. Bei ausgegebenen Serien oder Blocks werden die zusammengehörigen Beschreibungen mit einer Markierung versehen eingerückt.
- Wert: Der Frankaturwert der einzelnen Marke in Pfennig. Ein „+“ bedeutet, dass es sich um eine Zuschlagsmarke handelt (= Frankaturwert + Spende).
- Ausgabedatum: Das Datum des erstmaligen Verkaufs dieser Briefmarke.
- Gültig bis: Das Datum, an dem die Gültigkeit endete.
- Auflage: Soweit bekannt, wird hier die zum Verkauf angebotene Anzahl dieser Ausgabe angegeben.
- Entwurf: Soweit bekannt, wird hier angegeben, von wem der Entwurf dieser Marke stammt.
- Mi.-Nr.: Diese Briefmarke wird im Michel-Katalog unter der entsprechenden Nummer gelistet.

| Sondermarken | |                  |                       |                   |            |                  |       |
| Bild         | Beschreibung | Werte in Pfennig | Ausgabe- datum (1953) | gültig bis        | Auflage    | Entwurf          | MiNr. |
|              | Männer aus der Geschichte Berlins (I) - Otto Lilienthal (1848–1896), Pionier der Flugzeug-Entwicklung           | 5                | 24. Januar            | 31. Dezember 1955 | 5.000.000  | Alfred Goldammer | 92    |
|              | - Walther Rathenau (1867–1922), Industrieller, Schriftsteller und Politiker (Reichsaußenminister)               | 6                | 24. Juni              | 31. Dezember 1955 | 1.000.000  | Alfred Goldammer | 93    |
|              | - Theodor Fontane (1819–1898), deutscher Schriftsteller, Apotheker, Vertreter des poetischen Realismus          | 8                | 7. März               | 31. Dezember 1955 | 5.000.000  | Alfred Goldammer | 94    |
|              | - Rudolf Virchow (1821–1902), Arzt an der Berliner Charité, gilt als Gründer der modernen Pathologie, Politiker | 15               | 24. Januar            | 31. Dezember 1955 | 5.000.000  | Alfred Goldammer | 96    |
|              | - Karl Friedrich Schinkel (1781–1841), preußischer Architekt, Baumeister, Stadtplaner und Maler                 | 25               | 27. Mai               | 31. Dezember 1955 | 5.000.000  | Alfred Goldammer | 98    |
|              | - Max Planck (1858–1947), Physiker und Nobelpreisträger (1918), Begründer der Quantenphysik                     | 30               | 24. Januar            | 31. Dezember 1955 | 5.000.000  | Alfred Goldammer | 99    |
|              | - Wilhelm von Humboldt (1767–1835), Gelehrter, Staatsmann und Mitbegründer der Universität Berlin               | 40               | 2. Mai                | 31. Dezember 1955 | 5.000.000  | Alfred Goldammer | 100   |
|              | Einweihung der Freiheitsglocke im Rathaus Schöneberg - Freiheitsglocke (III), Klöppel Mitte                     | 5                | 28. Juli              | 31. Dezember 1955 | 2.000.000  | Leon Schnell     | 101   |
|              | - Freiheitsglocke (III), Klöppel Mitte                                                                          | 10               | 9. Oktober            | 31. Dezember 1955 | 1.700.000  | Leon Schnell     | 102   |
|              | - Freiheitsglocke (III), Klöppel Mitte                                                                          | 20               | 26. September         | 31. Dezember 1955 | 1.000.000  | Leon Schnell     | 103   |
|              | - Freiheitsglocke (III), Klöppel Mitte                                                                          | 30               | 26. September         | 31. Dezember 1955 | 1.000.000  | Leon Schnell     | 104   |
|              | - Freiheitsglocke (III), Klöppel Mitte                                                                          | 40               | 26. September         | 31. Dezember 1955 | 1.000.000  | Leon Schnell     | 105   |
|              | Kaiser-Wilhelm-Gedächtniskirche - die Kirche auf dem Breitscheidplatz vor der Zerstörung Zuschlagmarke          | 4+1              | 9. August             | 31. Dezember 1955 | 1.200.000  | Alfred Goldammer | 106   |
|              | - die Kirche auf dem Breitscheidplatz vor der Zerstörung Zuschlagmarke                                          | 10+5             | 9. August             | 31. Dezember 1955 | 450.000    | Alfred Goldammer | 107   |
|              | - die Kirche auf dem Breitscheidplatz nach der Zerstörung im Zweiten Weltkrieg Zuschlagmarke                    | 20+10            | 9. August             | 31. Dezember 1955 | 450.000    | Alfred Goldammer | 108   |
|              | - die Kirche auf dem Breitscheidplatz nach der Zerstörung im Zweiten Weltkrieg Zuschlagmarke                    | 30+15            | 9. August             | 31. Dezember 1955 | 300.000    | Alfred Goldammer | 109   |
|              | Erinnerung an den Aufstand vom 17. Juni 1953 - gefesselte Hände sprengen die Ketten und Inschrift 17. Juni      | 20               | 17. August            | 31. Dezember 1955 | 3.000.000  | unbekannt        | 110   |
|              | - Brandenburger Tor und Inschrift 17. Juni                                                                      | 30               | 17. August            | 31. Dezember 1955 | 2.000.000  | unbekannt        | 111   |
| Dauermarken  | |                  |                       |                   |            |                  |       |
| Bild         | Beschreibung | Werte in Pfennig | Ausgabe- datum (1953) | gültig bis        | Auflage    | Entwurf          | MiNr. |
|              | Dauermarken Berliner Bauten (II) - Olympiastadion                                                               | 20               | 28. August            | 31. Dezember 1958 | 61.090.000 | Alfred Goldammer | 113   |